# Juni 2009
Dit artikel geeft een chronologisch overzicht van alle belangrijke gebeurtenissen per dag in de maand juni van het jaar 2009.

## Gebeurtenissen

### 1 juni
- Air France-vlucht 447 verdwijnt van de radar rond 01.20 uur GMT. De Airbus A330-200 was onderweg van de Braziliaanse luchthaven Galeão - Antônio Carlos Jobim International Airport van Rio de Janeiro naar de luchthaven Charles de Gaulle in Parijs.

### 2 juni
- Het Magrittemuseum in Brussel gaat officieel open voor het grote publiek.
- Finale van het populaire realityprogramma Mijn Restaurant.

### 3 juni
- De Amerikaanse staat New Hampshire voert het homohuwelijk in.

### 4 juni
- De Engelse minister van Arbeid en Pensioenen James Purnell dient zijn ontslag in uit onvrede met het beleid van Gordon Brown en roept hem op om af te treden.
- In Nederland en in het Verenigd Koninkrijk worden verkiezingen voor het Europees Parlement gehouden. In Nederland is er winst voor de PVV, D66 en GroenLinks, en fors verlies voor de PvdA.
- De Commissie Veerman adviseert de gemeente Amsterdam dat de metro Noord/Zuidlijn helemaal moet worden voltooid.
- Cees Nooteboom wint de driejaarlijkse Prijs der Nederlandse Letteren.
- De Amerikaanse president Barack Obama spreekt in een rede in Caïro de moslimwereld toe.
- De Nieuwe Metro: grootste reorganisatie ooit van de Brusselse metro.

### 6 juni
- In het blad Deutschland Archiv onthult Karl-Heinz Kurras dat hij een medewerker van de Oost-Duitse geheime dienst was.

### 7 juni
- De uitslag van de verkiezingen voor het Europees Parlement betekent een grote nederlaag voor de sociaaldemocraten, zodat de EVP veruit de grootste fractie in het Europees Parlement blijft. Het verlies is vooral opvallend in het Verenigd Koninkrijk, waar Labour Party de derde partij wordt, achter niet alleen de Conservatieven maar ook achter de UKIP, en de roep om aftreden van premier Gordon Brown groeit.
- In België worden vijf verkiezingen gehouden: behalve voor het Europees Parlement ook voor de gewesten en de gemeenschappen. In Vlaanderen winnen CD&V, N-VA en nieuwkomer Lijst Dedecker, en verliezen Vlaams Belang, sp.a en Open Vld. In Wallonië wint Ecolo sterk.
- Roger Federer wint zijn eerste Roland Garros, zijn veertiende grandslamtitel. Hij is hiermee de zesde man aller tijden die alle grand slams gewonnen heeft.

### 9 juni
- Bij een bomaanslag op het luxueuze Pearl Continental Hotel in de Pakistaanse stad Peshawar vallen zeker 18 doden en 50 gewonden.
- Twee Amerikaanse journalistes worden in Noord-Korea schuldig bevonden aan het illegaal betreden van het land en tot 12 jaar strafarbeid veroordeeld.

### 10 juni
- Het gehele college van Gedeputeerde Staten van de provincie Noord-Holland treedt af. Commissaris van de Koningin Harry Borghouts blijft als enige aan. Het aftreden is het gevolg van het verlies van 78 miljoen euro op spaarrekeningen op de IJslandse bank Icesave/Landsbanki.

### 11 juni
- De Wereldgezondheidsorganisatie (WHO) schaalt de pandemie-alarmfase op naar niveau 6, het hoogste niveau, in verband met de Mexicaanse griep. Wereldwijd zijn er inmiddels meer dan 27.000 griepgevallen en 141 doden als gevolg van het griepvirus bevestigd.
- Drie partijen, Open Vld met uittredend minister Guy Vanhengel, CD&V en Groen! hebben een akkoord gesloten over de vorming van een Vlaamse meerderheid in de regering van het Brussels Hoofdstedelijk Gewest.

### 13 juni
- De Iraanse kiescommissie kondigt aan dat Mahmoud Ahmadinejad de presidentsverkiezingen gewonnen heeft. Tegenstander Mir-Hossein Mousavi zegt dat er verkiezingsfraude gepleegd is.

### 15 juni
- Voor het eerst is een fossiel van een neanderthaler in Nederland ontdekt. Het betreft een meer dan 40.000 jaar oud schedelfragment met de kenmerkende wenkbrauwboog, gevonden voor de Zeeuwse kust in de Noordzee. Het wordt tentoongesteld in het Rijksmuseum van Oudheden in Leiden.
- De Jemenitische autoriteiten maken bekend dat negen gijzelaars, die een week ervoor waren ontvoerd in de provincie Sa'dah, dood zijn teruggevonden. De slachtoffers zijn onder meer een Duits echtpaar en hun 3 kinderen, een Britse ingenieur en een Zuid-Koreaanse lerares.

### 15-18 juni
- In de Iraanse hoofdstad Teheran gaan meer dan honderdduizend demonstranten de straat op om te protesteren tegen de uitslag van de verkiezingen van 13 juni , vanwege mogelijke fraude bij de telling van de stemmen. Hierbij vallen meerdere doden als gevolg van overheidsingrijpen.

### 16 juni
- Ecolo, cdH en de PS bespreken een akkoord voor regeringsvorming in het Brussels Hoofdstedelijk Gewest, de Franse Gemeenschap en het Waals Gewest. Op 11 juni sloten Open Vld, CD&V en Groen! al een akkoord over de vorming van een Vlaamse meerderheid in de Brusselse regering.

### 17 juni
- Autofabrikant Saab komt weer in Zweedse handen. Sportwagenbouwer Koenigsegg koopt het honderd keer grotere Saab van het in financiële problemen verkerende Amerikaanse concern General Motors.

### 19 juni
- De Hermitage Amsterdam, een dependance van de Hermitage, het grote museum in Sint-Petersburg, is officieel geopend door koningin Beatrix en president Dimitri Medvedev van Rusland en op 20 juni opengesteld voor het publiek.
- De iPhone 3GS, de opvolger van de iPhone 3G wordt vandaag verkocht in de Verenigde Staten, Groot-Brittannië, Duitsland, Canada, Frankrijk, Italië, Spanje en Zwitserland.

### 20 juni
- Bij een helikopterongeluk in de Franse Alpen komen zes medewerkers van attractiepark Walibi Rhône-Alpes en een piloot om het leven.

### 21 juni
- Groenland verwerft zelfbestuur en controle over zijn natuurlijke rijkdommen in overeenstemming met de uitslag van een referendum in 2008.
- België verbiedt vanaf vandaag, als eerste land in de wereld, na clusterbommen en antipersoonsmijnen, nu ook het gebruik van uraanwapens.

### 22 juni
- Bij een botsing tussen twee metrotreinen in de Amerikaanse hoofdstad Washington D.C. vallen minstens vier doden en zeventig gewonden. Een van treinstellen kwam terecht boven op een ander rijtuig.
- Fotobedrijf Kodak kondigt aan te gaan stoppen met Kodachrome. De eerste succesvolle kleurenfilm, in productie sinds 1935, kan na 74 jaar in productie de concurrentie van de digitale fotografie niet meer aan.
- In Iran is het na de presidentsverkiezingen van 12 juni nog altijd onrustig. In Teheran en andere steden vinden demonstraties en rellen plaats. De doodgeschoten Iraanse Neda Soltan groeit uit tot symbool van het protest.

### 24 juni
- België neemt officieel het windmolenpark van de Thorntonbank in de Noordzee in gebruik.
- Bij een bomaanslag op een drukke markt in de sjiitische wijk Sadr City in Bagdad vallen 72 doden en meer dan 130 gewonden.

### 25 juni
- Als gevolg van overvloedige regenval zijn er in Oostenrijk, Tsjechië en Polen overstromingen. In Tsjechië komen zeker tien mensen om het leven, zes mensen verdronken in een rivier nabij de plaats Nový Jičín.
- UNESCO haalt het dal van de Elbe bij Dresden van de lijst van werelderfgoederen vanwege de in aanbouw zijnde Waldschlössenbrug. UNESCO vindt dat deze 635 meter lange brug het dal zal ontsieren.
- Als gevolg van een hartstilstand overlijdt poplegende Michael Jackson op 50-jarige leeftijd in het UCLA Medical Center in Los Angeles.
- De Vlaamse zangeres/televisiepresentatrice Yasmine pleegt zelfmoord door zichzelf op te hangen. De mogelijke aanleiding zou de breuk met haar partner Marianne Dupon zijn.
- De Portugese voetballer Cristiano Ronaldo maakt een transfer van Manchester United naar Real Madrid voor een recordbedrag van 94 miljoen euro.

### 26 juni
- Almere maakt een plan bekend om 60.000 woningen te bouwen en zo van bijna 190.000 inwoners nu te groeien naar 350.000 inwoners in 2030. Ook wil men met een brug of tunnel de verbinding met Amsterdam verbeteren, aldus de Almeerse wethouder Adri Duivesteijn.
- De iPhone 3GS, de opvolger van de iPhone 3G wordt vandaag verkocht in België, Nederland en alle andere niet vernoemde landen buiten diegene van 19 juni.

### 27 juni
- Het Belgische Stocletpaleis is toegevoegd aan de Werelderfgoedlijst van UNESCO. De Waddenzee in Nederland en Duitsland werd op 26 juni toegevoegd.

### 28 juni
- President Manuel Zelaya van Honduras wordt door een staatsgreep afgezet omdat hij stappen ondernam om via een referendum de grondwet te veranderen en zo kans te maken een derde termijn als president aan te blijven.

### 29 juni
- De oplichter Bernard Madoff, een voormalig chairman van Nasdaq, die werd verdacht van oplichting van cliënten voor tientallen miljarden dollars, wordt door de rechtbank van New York veroordeeld tot een celstraf van 150 jaar.
- Door een explosie van een met lpg geladen goederentrein bij de Toscaanse stad Viareggio in Italië zijn zeker dertien doden en vijftig gewonden gevallen. Diverse auto's en huizen zijn verbrand en/of ingestort. Duizend mensen zijn geëvacueerd.

### 30 juni
- Yemenia-vlucht 626 met 153 mensen aan boord stort een kwartier voor landing neer in de Indische Oceaan nabij de Comoren.
- Bekend wordt dat Martin Sitalsing zal worden benoemd tot de nieuwe korpschef van politieregio Twente. Hij wordt daarmee de eerste allochtone korpschef van Nederland.

<< · januari · februari · maart · april · mei · juni · juli · augustus · september · oktober · november · december · >>